# Alessandro Costantinides
Alessandro Costantinides (Trieste, 15 marzo 1898 – Trieste, 17 giugno 1979) è stato un pianista e concertista italiano.

## Biografia
Alessandro Costantinides, figlio di Margaritis Costantinides e di Calliope, nacque a Trieste il 15 marzo del 1898. Fu pianista e concertista di fama internazionale e insegnante di Conservatorio. Fu pure docente di pianoforte all'Istituto di Musica di Gorizia e "ottimo docente e valido concertista [...] legò il suo nome ai destini della scuola per oltre trent'anni" . Si esibì al Gran Teatro La Fenice  di Venezia, dove il 4 e 5 maggio 1925 fu sostituto  nel Mosè di Lorenzo Perosi. Suonò in duo con un altro grande musicista triestino, il violinista Cesare Barison (1885 - 1974), anche in tournée sulle navi da crociera . Era fratello di Costantino Costantinides (1881 - 1960), storico direttore dell'ospedale psichiatrico di Trieste.